# サミュエル・ガーマン
サミュエル・ガーマン（Samuel Trevor Garman、1843年6月5日-1927年9月30日）は、ペンシルベニア州出身の自然史学者、動物学者である。自身の名前を"Garmann"とつづることもあった。魚類学、爬虫両棲類学の分野で著名である。

## 生い立ち
ガーマンは、ペンシルベニア州インディアナ郡で1843年に生まれた。1868年にジョン・ウェズレイ・ポーウェルの率いるアメリカ西部の探検隊に参加した。1870年にイリノイ州立大学を卒業し、1871年、イリノイ州レイクフォレストのフェリー・ホール神学校の自然科学の教授となった。翌年、ルイ・アガシーの生徒になった。彼はエドワード・ドリンカー・コープの友人、文通相手であり、1872年には彼と一緒にワイオミング州に化石採集に行った。1873年には、ハーバード大学の比較動物学博物館の魚類学と爬虫両棲類学部門の副部門長になった。彼の研究のほとんどは、魚類、特にサメの分類に関するものであるが、爬虫類や両棲類の研究も行った。ハーバード大学は、彼に対して、1898年に学士、1899年に修士の名誉学位を贈った。

## 私生活
ハーバードで働いている時には、彼はマサチューセッツ州のアーリントンに住んでいた。1895年には、カナダのニューブランズウィック州セントジョンでフローレンス・アームストロングと結婚した。娘が1人いる。

## 主な論文
- On the reptiles and Batrachians of North America. Kentucky Geological Survey. (1883).
- On West Indian Iguanidae and on West Indian Scincidae. 19. Bulletin of the Essex Institute. (1887).
- The "Gila Monster". 22. Bulletin of the Essex Institute. (1890).
- The Discoboli. Cyclopteridæ, Liparopsidæ, and Liparididæ. 14. Cambridge, MA: Museum of Comparative Zoology at Harvard College. (1892).
- The Cyprinodont. 19. Cambridge, MA: Museum of Comparative Zoology at Harvard College. (1895).
- The Chismopnea (chimaeroids). 40. Cambridge, MA: Museum of Comparative Zoology at Harvard College. (1911).
- The Plagiostomia (Sharks, skates, and rays). 36. Cambridge, MA: Museum of Comparative Zoology at Harvard College. (1913).
- The Galapagos tortoises. 30. Cambridge, MA: Museum of Comparative Zoology at Harvard College. (1917).